# Soundtrack to the Apocalypse
Soundtrack To The Apocalypse – box set podsumowujący przekrojowo dwudziestoletnią karierę thrashmetalowej grupy Slayer, od czasu wydania 1 płyty Show No Mercy. To luksusowe wydawnictwo zostało wydane 25 listopada 2003 roku, nakładem wytwórni American Recordings. Na box secie zabrakło piosenek z pierwszego wydawnictwa, ponieważ zespół nie posiada praw autorskich do niego.

## Lista utworów

### CD 1 (Best-Of)
1. Angel Of Death
2. Criminally Insane (Remix)
3. Postmortem
4. Raining Blood
5. Aggressive Perfector
6. South of Heaven
7. Silent Scream
8. Live Undead
9. Mandatory Suicide
10. Spill The Blood
11. War Ensemble
12. Dead Skin Mask
13. Hallowed Point
14. Born Of Fire
15. Seasons in the Abyss
16. Hell Awaits
17. The Antichrist
18. Chemical Warfare

### CD 2 (Best-Of/Wydania japońskie/piosenki ze ścieżek dźwiękowych)
1. Sex. Murder. Art.
2. Dittohead
3. Divine Intervention
4. Serenity in Murder
5. 213
6. Can't Stand You
7. Ddamm
8. Gemini
9. Bitter Peace
10. Death's Head
11. Stain of Mind
12. Disciple
13. God Send Death
14. New Faith
15. In-A-Gadda-Da-Vida
16. Disorder
17. Memories of Tomorrow
18. Human Disease
19. Unguarded Instinct
20. Wicked
21. Addict
22. Scarstruck

### CD 3 (Piosenki w wersji demo/piosenki koncertowe) (* = na żywo)
1. Ice Titan (*) [Unreleased / Live 1983]
2. The Antichrist [Early Demo]
3. Fight Til Death [Early Demo]
4. Necrophiliac (*)
5. Piece By Piece [Rough mix]
6. Raining Blood (*)
7. Angel Of Death (*)
8. Raining Blood [Jeff Hanneman Home Recording – Early Version]
9. South Of Heaven [Jeff Hanneman Home Recording – Early Version]
10. Seasons In The Abyss(*)
11. Mandatory Suicide (*)
12. Mind Control (*)
13. No Remorse (I Wanna Die)
14. Dittohead (*)
15. Sex. Murder. Art.(*)
16. Bloodline (*)
17. Payback (*)

### CD 4 (DVD) (Klipy z koncertów/wywiady) (* = wywiady)
1. Die By The Sword
2. Aggressive Perfector
3. Praise Of Death
4. Haunting The Chapel
5. Necrophobic
6. Reborn
7. Jesus Saves
8. War Ensemble
9. South Of Heaven
10. Dead Skin Mask
11. Gemini
12. Heaviest Band Award Kerrang! Magazine (*)
13. EPK for Diabolus In Musica (*)
14. Stain Of Mind
15. Bloodline
16. Disciple
17. God Send Death

### CD 5 (Live Bloodpack CD – tylko w limitowanych wydawnictwach)
1. Darkness Of Christ (Live)
2. Disciple (Live)
3. War Ensemble (Live)
4. Stain Of Mind (Live)
5. Postmortem (Live)
6. Raining Blood (Live)
7. Hell Awaits (Live)
8. At Dawn They Sleep (Live)
9. Dead Skin Mask (Live)
10. Seasons In The Abyss (Live)
11. Mandatory Suicide (Live)
12. Chemical Warfare (Live)
13. South Of Heaven (Live)
14. Angel Of Death (Live)